# 11801 Frigeri
11801 Frigeri eller 1981 EL5 är en asteroid i huvudbältet som upptäcktes den 2 mars 1981 av den amerikanska astronomen Schelte J. Bus vid Siding Spring-observatoriet. Den är uppkallad efter Alessandro Frigeri.
Asteroiden har en diameter på ungefär 9 kilometer och den tillhör asteroidgruppen Eos.